# Grigno (torrente)
Il torrente Grigno è un corso d'acqua del Trentino sudorientale. Nasce ai piedi del monte Cima d'Asta, dal lago omonimo.
Nel suo percorso forma, a quota 780 m s.l.m., un lago a Pieve Tesino ed alimenta una centrale idroelettrica prima di sfociare nel Brenta a Grigno.